# هندية عجيمي

هندية عجيمي(1720-1798) هي راهبة متصوفة في الكنيسة المارونية اشتهرت برؤيتها السيد المسيح والسيدة مريم العذراء في منامها. كانت هندية شخصية محورية في تاريخ الكنيسة المارونية في القرن الـ18. في عام 1750، أسست هندية رهبنة «عن قلب يسوع» الذي تم حله عام 1779 بأمر من البابا بيوس السادس.

## حياتها
ولدت هندية في حلب[بحاجة لمصدر] في 16أغسطس 1720 لوالديها الموارنة الملتزمين شكر الله عجيمي وهيلين حوا. عمل أفراد عائلة العجيمي تجار يجنون ثرواتهم من المعاهدات التجارية الموقعة بين القوى الأوروبية والعثمانيين خلال 1675. كان لهندية شقيق يدعى نيكولاس وشقيقات لم يحدد عددهم.
تعلمت هندية على يد يسوعيين شجعوها على تنمية جانبها الروحي ودعموها بمشاركتهم معها قصص لفتيات اخترن الحياة الدينية بمسارها العلماني. تبنت هندية بدورها العديد من الولاءات الكاثوليكية الرومانية وسر التوبة السمعي المتكرر، واستمر دعم اليسوعيين لها حتى عام 1748.
انتقلت هندية من حلب إلى بركة خان في لبنان، حيث أسست نظامها الديني الخاص«عن قلب يسوع الأقدس» في 25 مارس 1750، وأنجحه تفاني وإخلاص المارون الغرب تجاهها. ادعت هندية أنها ترى رؤى عن المسيح لصنع المعجزات ويتحد مع الثالوث بطريقةٍ فريدة من نوعها، وادعت أيضاً أنها تتحدث مع المسيح في النقابات الصوفية، وسرعان ما أصبحت تعتبر قديسةً حيةَ تلاقي احترام الناس وتبجيلهم.
دعمت الغالبية العظمى من رجال الدين المارون هندية مثل البطريرك سمعان عواد، والبطاركة بعده طوبيا الخازن ويوسف اسطفان، بينما على العكس من ذلك اليسوعيون وبعض الموارنة، أصبحوا أكثر ارتياباً بشأن عقيدة وشخصية هندية. عام 1752 أمر البابا بنديكت الرابع عشر بالتفتيش الأول الذي تقوم به الفرنسيسكان ديسيديريو دا كاسباشانا، وكان يعادي في البداية هندية، أصبح هو نفسه من مؤيديها.
دعمت الحالة التي مرت بها هندية العودة تحت البطريركية يوسف اسطفان لأن البطريرك كان مولعا جداً بالتفاني الذي تستقبله هندية حتى أنه جعل «قلب يسوع الأقدس» يوماً مقدساً يلتزم به الموارنة. ونفذت عمليات تفتيش جديدة للخروج من خلال فاليريانو دي براتو حارس الأراضي المقدسة في عام 1773، وأخيراً اتخذ بيترو كرافيري من موريتا في 1775 موقفا ضد مذاهب هندية. تلقت قضية هندية معارضةً من قبل معارضي يوسف اسطفان من شيوخ آل الخازن والأساقفة ميخائيل فاضل
الخازن وميخائيل فاضل.وأخيراً في عام 1779 أصدر البابا بيوس السادس مرسوماً ينص على أن هندية مخادعة والعقيدة التي روجت لها باطلة، وعلاوة على ذلك، سحب منها وسام القلب المقدس وعلق البطريرك يوسف اسطفان من جميع وظائف وعين ميخائيل الخازن نائباً له.
أعيد البطريرك يوسف اسطفان إلى السلطة في عام 1784، في حين عاشت هندية بقية حياتها كراهبة محصورة في مختلف الأديرة محظورة أعمالها، وتوفيت في 13 فبراير 1798 في دير سيدة الحقلة.

## شخصيتها
كانت هندية مختلفة عن الشابات في عمرها وكثيراً ما سخروا من قرارها امتناع الأفعال التي تعتبر «مادية» واهتمامها بالمعايير الاجتماعية. وأعربت عن اعتقادها أنها خلقت لتكرس حياتها للمسيح، وتحدث الشخصيات الدينية عن رؤيتها للمسيح والذي أوحى لها تأسيس رهبنة، وتقول عن ذلك: «في سن الرابعة أو الخامسة سمعت بصوت واضح بأنني سوف أؤسس أخوية من الرجال والنساء وأكون رئيستها، وهذا هو مؤسسها...». أعجب العديد من الرجال والنساء بتفاني هندية الشابة وسرعان ما تحول هذا إلى سخرية مرة واحدة حين أصبحت في سن الزواج ورفضت الزواج. وقررت أن تبقى وحيدة ووهبت حياتها للمسيح كرفضٍ صريحٍ للأعراف الاجتماعية التي يلتزم بها الشابات في سنها وبين ذلك مدى التزامها بتحقيق أهدافها.

## دورها كامرأة
سخرت والدتها وأشقاؤها وجيرانها من محاولاتها الدائمة تقوية علاقتها بيسوع وعبادتها له التي رأوها نوعاً من الحرمان. كان سلوكها معادياً للعلاقات الاجتماعية ومتشدداً، وقالت إنها امتنعت عن التحدث إلى والديها وقالت ادعاءً:«وقال ربنا يسوع المسيح أن كل من لا يترك أباه وأمه... لن يستحق حبي». وكان قرارها تجنب الحياة الاجتماعية والمشاركة في الطقوس الاجتماعية المتوقعة لشابات في عمرها نوعاً من التمرد عرضها لسخرية هائلة. ولكنها صممت أن تسعى لتحقيق رؤى طفولتها وتسعى لتأسيس أخوية وأنها عازمة على تتفوق على النظرة الموجهة للنساء من قبل الشخصيات الدينية.

## عقيدتها
خلال عمليات التفتيش التي وجهت لتجمعاتها في السبعينيات، اتهم المذهب الذي تدعو إليه هندية أنه بدعة حين تمت مقارنته مع المذهب التاريخي الماروني، على سبيل المثال: ادعاؤها أنها اجتمعت مع المسيح في صاغر، اتحادا حقيقيا وليس تصادماً، وأن معرفتها أكبر من معرفة الملائكة، وأن بوساطتها يقضي يسوع بين الأموات، وأنها معصومة، والعديد من آيات الكتاب المقدس تشير إليها، وأنها أعظم من السيدة مريم، وأنها تستحق العبادة لاتحادها مع المسيح. واتهمت هندية أيضاً بالعديد من الطقوس غير المشروعة، مثل أخذ سرالقرابين -وليس الصيام-عندما تريد للمطالبة بمقاضاة الروح أو الاعتراف.

## تأثيرها
كانت هندية رمزاً روحانياً لها تأثير كبير على طائفة مماثلة من المصلين للقلب المقدس في حلب الذين ازداد عددهم في وقت لاحق، والتي تأسست على يد مارغريت بابتست بدعم من القس الفرنسي نيكولاس جودي، وعارض هذه الرهبن الكاثوليك الملكي الروماني البطريرك مكسيموس الثالث مظلوم ووضعه مجمع التبشيريين تحت الرقابة في عام 1838، وقمعت بعدها في 1849.